# マスカレード (レオン・ラッセルの曲)
「マスカレード」(原題： This Masquerade) は、1972年にレオン・ラッセルが発表した楽曲。1976年にジョージ・ベンソンのカバー・バージョンが大ヒットし、グラミー賞を獲得した。その他にも数多くのカバーがある。

## レオン・ラッセルのオリジナル
1972年6月に発表されたアルバム『カーニー (Carney)』の収録曲。同アルバムからのシングル『タイト・ロープ』のB面にも収録された。
同年発表された『タイト・ロープ』の日本盤シングルのB面にも収録されたが、当初は曲名が「マスカラード」と表記されていた（シェルター・レコード SFL-1754）。後にジョージ・ベンソンがヒットした1977年には、「マスカレード」をA面にして、B面に「ソング・フォー・ユー」を収めた日本盤シングルも発売された（シェルター・レコード FD-2038）。
彼の遺作となったアルバム『ラスト・レコーディング〜彼方の岸辺で』（2017年発売）には、新しいアレンジのセルフ・カバーが収録されている。

## ジョージ・ベンソンによるカバー
1976年、ジャズ・ギタリストでボーカリストでもあるジョージ・ベンソンが、代表作となったアルバム『ブリージン (Breezin')』に収録した「マスカレード」は、ポップやR&Bのチャートでトップ10入りするヒット曲となった。この曲は、ベンソンにとって初めてリリースしたシングルであった。この曲がアメリカ合衆国のチャートに登場したのは、ベンソンのバージョンだけである。このバージョンは、『ビルボード』誌のBillboard Hot 100 で10位、Hot Soul Singles で3位に達した。『キャッシュボックス』誌のトップ100では、12位まで上昇した。「マスカレード」が最も成功したのはカナダにおいてであり、RPMのポップ・シングル・チャートとアダルト・コンテンポラリー・チャートで8位に達した。
1977年の第19回グラミー賞において、ベンソンのバージョンは最優秀レコード賞を受賞し、最優秀楽曲賞と最優秀男性ポップ・ヴォーカル・パフォーマンス賞にもノミネートされた。

## その他のカバー・バージョン
- ヘレン・レディは、1972年のアルバム『I Am Woman』にこの曲を取り上げ、1978年のライブ・アルバム『Live in London』にも収録している。
- カーペンターズもこの曲を録音しており、1973年のアルバム『ナウ・アンド・ゼン』に収録し、1974年のシングル「プリーズ・ミスター・ポストマン」のB面にも入れた。アルバム『ナウ・アンド・ゼン』とは別に、テレビ番組でエラ・フィッツジェラルドと一緒に演奏したメドレーの中でもこの曲が取り上げられ、このメドレーは後にコンピレーション・アルバム『レインボウ・コネクション〜アズ・タイム・ゴーズ・バイ』に収録された。
- ローランド・カークは、1977年のアルバム『カーカトロン』で、テナー・サクソフォーンの演奏をフィーチャーしたカバーを発表した[5]。
- シャーリー・バッシーもこの曲を録音しており、1982年のアルバム『All By Myself』に収録している。
- イタリアの歌手 ミーナ・マッツィーニは、1988年のアルバム『Ridi Pagliaccio』にこの曲を収録している。
- ミア・マルティーニは、1991年にこの曲のライブ・バージョンを録音している。
- サクソフォーン奏者のデイヴィッド・サンボーンも、1995年のプロジェクト「Pearls」の中で、この曲を録音した[6]。
- ワイドスプレッド・パニック（英語版）は、2009年にテキサス州オースティンにおけるハロウィンのコンサートのアンコールを、「マスカレード」で始めた。
- ウクライナのボーカル・バンド（アカペラ・グループ）ManSound は、この曲で始まる三部作（トリロジー）を、アルバム『If It’s Magic』（2004年）に収録している[7]。
- クロアチアのソウル・ディーバ、ラドイカ・シュヴェルコ（英語版）は、2009年にクロアチア・ラジオテレビのビッグ・バンドとともに行なったコンザートのライブ・アルバムにこの曲を収録した。

このほか、ヘイグッド・ハーディ、ウィリー・ネルソン、セルジオ・メンデスとブラジル'77、ノー・マーシー、ロバート・グーレ、ボブ・バーグ、ケニー・ロジャースなども、この曲を演奏している。

## 大衆文化の中で
ラッセルのオリジナルは、映画『エクソシスト』の監督ウィリアム・フリードキンの心理スリラー映画『BUG/バグ』のサウンドトラックに使用されている。サウンドトラック・アルバム『Bug』は、2007年5月22日にリリースされた。
映画『幸せのちから』でも使用された。